# Крішна III
Крішна III (*д/н —967) — магараджахіраджа (цар царів) держави Раштракутів у 939–967 роках, відновив політичну та військову могуть своєї держави.

## Життєпис

### Зовнішня політика
Походив з династії Раштракутів. За правління свого батька Амогаварші III отримав знання у військовій справі. У 939 році успадкував трон. Спочатку розпочав військову кампанію проти Гуджара-Пратіхарів, здолавши їх правителя Магіпалу I. За підсумками цієї війни Раштракути захопили Каланджару та Чітракуту.
На півдні розбив Рачамалу II із Західних Гангів (замість нього поставив свого данника Бутугу II), у 944 році під час походу переміг Чола, захопивши та пограбувавши міста Канчіпурам та Танджур. У 949 році вщент розбив Чола при Такколамі, вбивши Раджадітью. Того ж року завдав поразки державам Пандья та Чера. В результаті магараджа Сінґали (Шрі-Ланка) надіслав Крішні III данину.
Після цього рушив на північ, де проти нього виступив раджпутський клан Чандела. У 964 році раштракутське військо перемогло ворогів й змусило їх відступити на територію сучасного Раджастхана. Раджпути Парамара, Пратіхара, Сеуни визнали себе данниками.
Помер у 967 році, йому спадкував син Коттіга Амогаварша.

### Внутрішня політика
Намагаючись здобути прихильність знаті Крішна III надавав численні феодальні володіння. Це зрештою призвело до поступового посилення влади місцевої знаті, що при спадкоємцях Крішни призвело до послаблення та занепаду держави.
У культурі підтримував розвиток літератури мовою каннада. Протегував відомим на той час поетом Шрі Понна та Раджанкуши.